# Escurial
Escuriallà một làng thuộc tỉnh Cáceres, Extremadura, Tây Ban Nha.

## Biến động dân số
| 2001 | 2002 | 2003 | 2004 | 2005 | 2006 |
| ---- | ---- | ---- | ---- | ---- | ---- |
| 897  | 908  | 917  | 897  | 904  | 895  |